# Lytta agrestis
Lytta agrestis é uma espécie de inseto coleóptero polífago pertencente à família dos meloídeos, sendo um dos principais representantes da tribo Lyttini, sendo, ainda, um representante de seu gênero mais importante e conhecido, Lytta. Possui distribuição geográfica exclusivamente neoártica, sendo encontrado continentalmente na América do Norte. Esta espécie seria descrita primeiramente no ano de 1901, sendo a sua autoridade atribuída ao entomólogo estadunidense Henry Clinton Fall.

## Distribuição geográfica
Sendo, assim como outras espécie dentro deste gênero, uma cantárida, apresenta distribuição geográfica restringida ao continente norte-americano, especificamente através do território estadunidense, onde pode ser encontrada no estado estadunidense do Arizona. De acordo com um estudo de 1939, publicado pela The Pan-Pacific Entomologist, esta espécie é conhecida por apenas três espécimes, todos encontrados no Museu Americano de História Natural, incluindo seu tipo nomenclatural, não sendo encontrada em nenhuma coleção ocidental ou internacional maior.